# Emrah Dağ
Emrah Dağ [daː] (* 19. Juli 1987 in Kütahya) ist ein türkischer Fußballspieler.

## Karriere
Dağ begann mit dem Vereinsfußball in der Jugend von Kütahya Telekomspor und wechselte 2000 in die Jugend von Kütahyaspor. 2006 erhielt er einen Profivertrag und kam in den nächsten drei Spielzeiten zum Einsatz. Zum Sommer 2008 heuerte er beim Viertligisten TKİ Tavşanlı Linyitspor an. Hier gelang im Sommer 2009 der Aufstieg in die TFF 2. Lig. Mit dem damals überregional unbekannten Verein wurde Dağ im Sommer 2010 Play-off-Sieger in der TFF 2. Lig und erreichte den Aufstieg in die zweithöchste türkische Liga, in die TFF 1. Lig. In der TFF 1. Lig setzte man sich an der Tabellenspitze fest und übernahm zeitweilig sogar die Tabellenführung. Zum Saisonende schaffte er es mit seinem Verein zwar in die Play-offs der TFF 1. Lig, verpasste jedoch hier in der vorletzten Runde den Aufstieg in die Süper Lig. Bis 2014 war Dağ Stammspieler im Mittelfeld seines Vereins, anschließend wechselte er zu İnegölspor, auch hier war er gesetzt und bestritt mehr als 100 Pflichtspiele für den Verein. 2018 wechselte er zu Fatsa Belediyespor, wo er zum Kapitän avancierte.

## Erfolge
- Mit TKİ Tavşanlı Linyitspor:
  - Aufstieg in die TFF 1. Lig: 2008/09
  - Aufstieg in die TFF 1. Lig: 2009/10
  - Play-off-Sieger der TFF 2. Lig: 2009/10